# Урожайный (Калмыкия)
Урожайный — посёлок в Приютненском районе Калмыкии, в составе Октябрьского сельского муниципального образования.
Население - 35 (2010)

## История
До Октябрьской революции территория современного посёлка входила в состав Сальского округа Области Войска Донского. Территория вошла в состав Калмыцкой автономной области в связи созданием так называемого "Манычского коридора". "Коридор" возник в связи необходимостью территориального объединения Большедербетовского улуса с создаваемой Калмыцкой автономией.
В конце 1929 года на территории Манычского коридора был организован совхоз №107 "Тангчин зянг" (впоследствии совхоз «40  лет ВЛКСМ»). На карте РККА 1941 года на месте современного посёлка Урожайный обозначена ферма № 1 совхоза № 107. Это позволяет сделать вывод, что населённый пункт был основан не позднее 1941 года. Под современным названием обозначен на топографической карте 1984 года.

## Физико-географическая характеристика
Посёлок расположен на крайнем западе Приютненского района в пределах Кумо-Манычской впадины, являющейся частью Восточно-Европейской равнины, на левом берегу реки Волочайки. Рельеф местности равнинный.
По автомобильной дороге расстояние до столицы Калмыкии города Элиста (центра города) составляет 130 км, до районного центра села Приютное — 66 км, до административного центра Октябрьского сельского муниципального образования посёлка Октябрьский — 21 км. Ближайший населённый пункт посёлок Молодёжный расположен в 9,8 км к востоку от посёлка Урожайный.
Согласно классификации климатов Кёппена-Гейгера посёлок находится в зоне континентального климата с относительно холодной зимой и жарким летом (индекс Dfa). В окрестностях посёлка распространены светлокаштановые почвы различного гранулометрического состава в комплексе с солонцами.
Часовой пояс
Урожайный, как и вся Республика Калмыкия, находится в часовой зоне МСК (московское время). Смещение применяемого времени относительно UTC составляет +3:00.

## Население
В конце 1980-х в Урожайном проживало около 100 человек.
| 2002 | 2010 |
| ---- | ---- |
| 34   | ↗35  |

## Социальная инфраструктура
Социальная инфраструктура не развита. Ближайшие учреждения культуры (дом культуры и библиотека) и образования (средняя школа и детский сад) расположены в административном центре сельского поселения посёлке Октябрьский.